# Loïc Philip
 (juin 2018).
Pour les articles homonymes, voir Philip.
Loïc Philip, né le 10 juillet 1932, est un juriste français.
Professeur émérite de droit à l'université Paul-Cézanne Aix-Marseille III, il est un spécialiste en droit constitutionnel, en finances publiques et en droit fiscal.

## Biographie
Loïc Philip est l'un des cinq enfants de l'homme politique socialiste français, professeur d'économie et avocat André Philip.
Il a été président de la Société française de finances publiques (SFFP) de 1984 à 2005 et directeur de l'Institut supérieur d'études comptables (ISEC) de 1975 à 1999.
Professeur émérite de droit à l'université Paul-Cézanne Aix-Marseille III,, il est l'un des spécialistes français en droit constitutionnel, en finances publiques et en droit fiscal.

## Publications
Loïc Philip est l'auteur de nombreux ouvrages :
- André Philip (1988), un livre sur son père, aux éd. Beauchesne[6] et l'avant-propos de André Philip par lui-même ou Les voies de la liberté (1971)[7]
- Dictionnaire encyclopédique des finances publiques en deux volumes (1991), éd. Economica.
- Les fondements constitutionnels des finances publiques, Economica, 1995, 112 p. (ISBN 978-2-7178-2887-0).
- Finances publiques, Cujas, 1995, 5e éd..
- Les dépenses publiques et le droit budgétaire, Cujas, 1999 (ISBN 978-2-254-00504-8).
- Les recettes publiques, Cujas, 2000, 277 p. (ISBN 978-2-254-00505-5).
- L'exercice du pouvoir financier du parlement (1996), éd. Economica.
- Les finances sociales, unité ou diversité ? (1995), éd. Economica.
- Histoire des faits économiques et sociaux de 1800 à nos jours (tomes 1 et 2), 1978 (réédition en 2000), éditions Montaigne.
- Histoire de la pensée politique en France de 1789 à nos jours (2e édition 1998), éd. Economica.
- La loi organique de 2001 relative aux lois de finances (2007).
- Les chambres régionales des comptes (1985).
- Droit fiscal constitutionnel, Economica, 1990 et réédition en 2014.
- Louis Favoreu et Loïc Philip, Le Conseil constitutionnel, Presses universitaires de France, coll. « Que sais-je ? » (no 1724), 2013, 127 p. (ISBN 978-2-13-053079-4, présentation en ligne)[8].
- Louis Favoreu, Loïc Philip et al., Les grandes décisions du Conseil constitutionnel, Paris, Dalloz, coll. « Grandes décisions », 2016, 18e éd., 624 p. (ISBN 978-2-247-10657-8, lire en ligne)

## Récompenses et distinctions
Loïc Philip a été lauréat du prix Daniel Strasser de l'Académie des sciences morales et politiques en 2000 pour l'ensemble de son œuvre.